# 畑恵
畑 恵（はた けい、1962年（昭和37年）2月15日 - ）は、日本の政治家、教育者。元参議院議員（1期）。本名は船田 恵（ふなだ けい）。

## 来歴・人物
東京都出身。東京都立国立高等学校を経て、早稲田大学第一文学部仏文科卒業。
1984年、NHK入局。｢夜7時のニュース｣を最年少で担当するなど、報道、科学、生活情報等各番組のキャスターを担当。
1989年、NHK退局しフリーランスのニュースキャスターとしてテレビ朝日系「サンデー・プロジェクト」はじめ、複数の報道番組を担当。
1992年、EC（現EU）の招聘を機に、パリ留学。『ESMC（文化高等経営学院）』にて文化政策および文化マネージメントを、『レコール・ド・ルーブル』にて美術史を学ぶ。
1995年、第17回参議院議員通常選挙に新進党公認で比例区から立候補し当選。
1999年、衆議院議員の船田元と結婚（1996年には既婚者であった船田との不倫が報じられ、政界失楽園と騒がれていた）。
2000年、学校法人作新学院副院長に就任。
2001年、お茶の水女子大学大学院後期博士課程入学。現職の参議院議員としては初の大学院博士課程入学。
同年7月、第19回参議院議員通常選挙に東京都選挙区から無所属で立候補したが落選。
2003年、“Galerie du Temps（ギャルリー・デュ・タン）”を南青山に開設。
2008年、お茶の水女子大学大学院 後期博士課程修了。博士号(Ph.D. in Science Policy)取得。
2013年、学校法人作新学院理事長に就任。

## キャスター時代の出演番組

### NHK在籍時
- にっぽん列島朝いちばん（1985年4月 - 1986年9月、アシスタント）
- おはようジャーナル
- 夜7時のニュース（1987年4月 - 1989年3月、土日メインキャスター）

### フリー転向後
| 期間       | 期間      | 番組名                                       | 役職             |
| ---------- | --------- | -------------------------------------------- | ---------------- |
| 1989年10月 | 1990年9月 | ザ・スクープ（テレビ朝日）                   | メインキャスター |
| 1989年10月 | 1992年9月 | サンデープロジェクト（テレビ朝日・朝日放送） | 総合司会         |
| 1990年10月 | 1992年9月 | 530ステーション（テレビ朝日）                | メインキャスター |